# Alpi francesi

Cartina delle Alpi Francesi.

Le Alpi francesi sono la parte delle Alpi situate in Francia, interamente comprese nelle Alpi occidentali, confinanti con l'Italia nord-occidentale (Alpi italiane occidentali) a est e con la Svizzera (Alpi Svizzere) a nord-est. La zona interessa  un terzo del territorio della Francia e generalmente è distinta in zona alpina propriamente detta e zona prealpina.

## Dipartimenti interessati

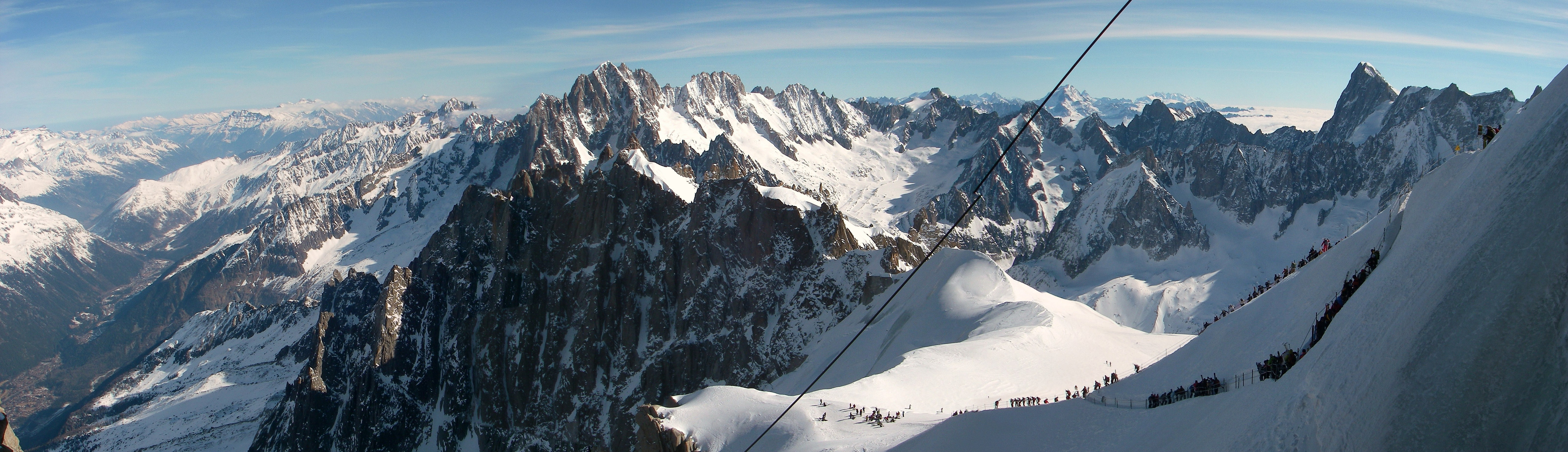
Monte Bianco

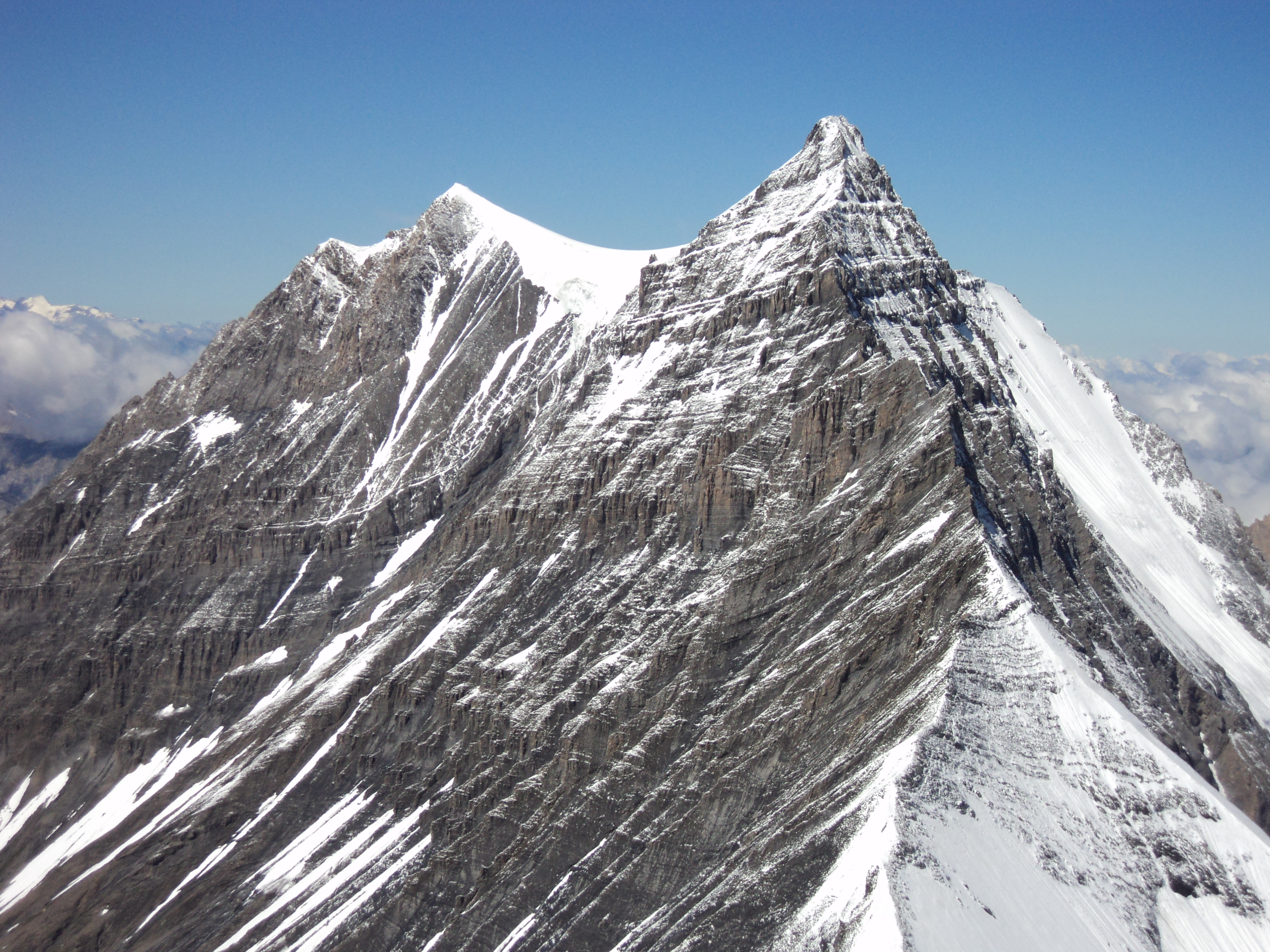
Grande Casse

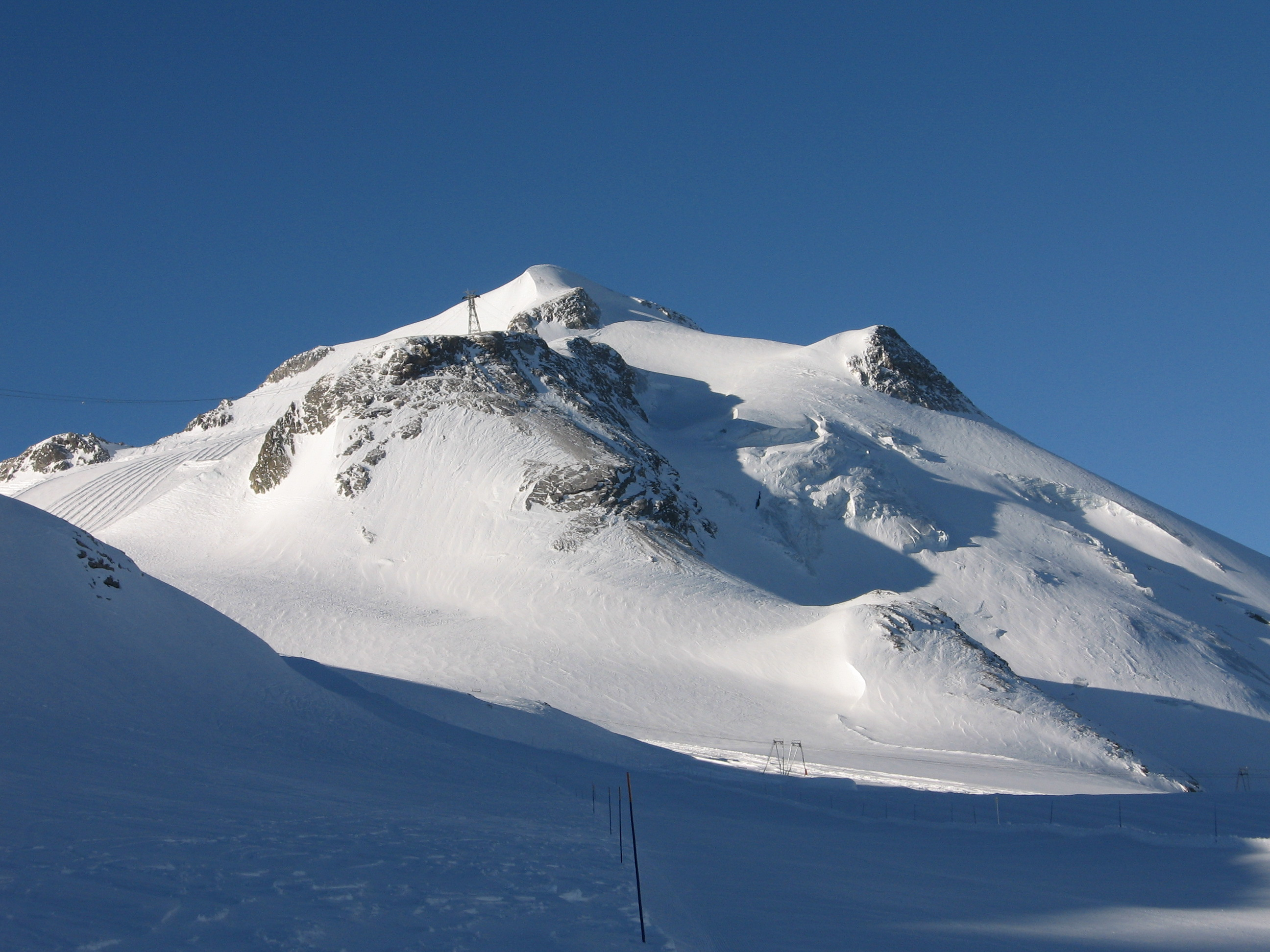
Grande Motte

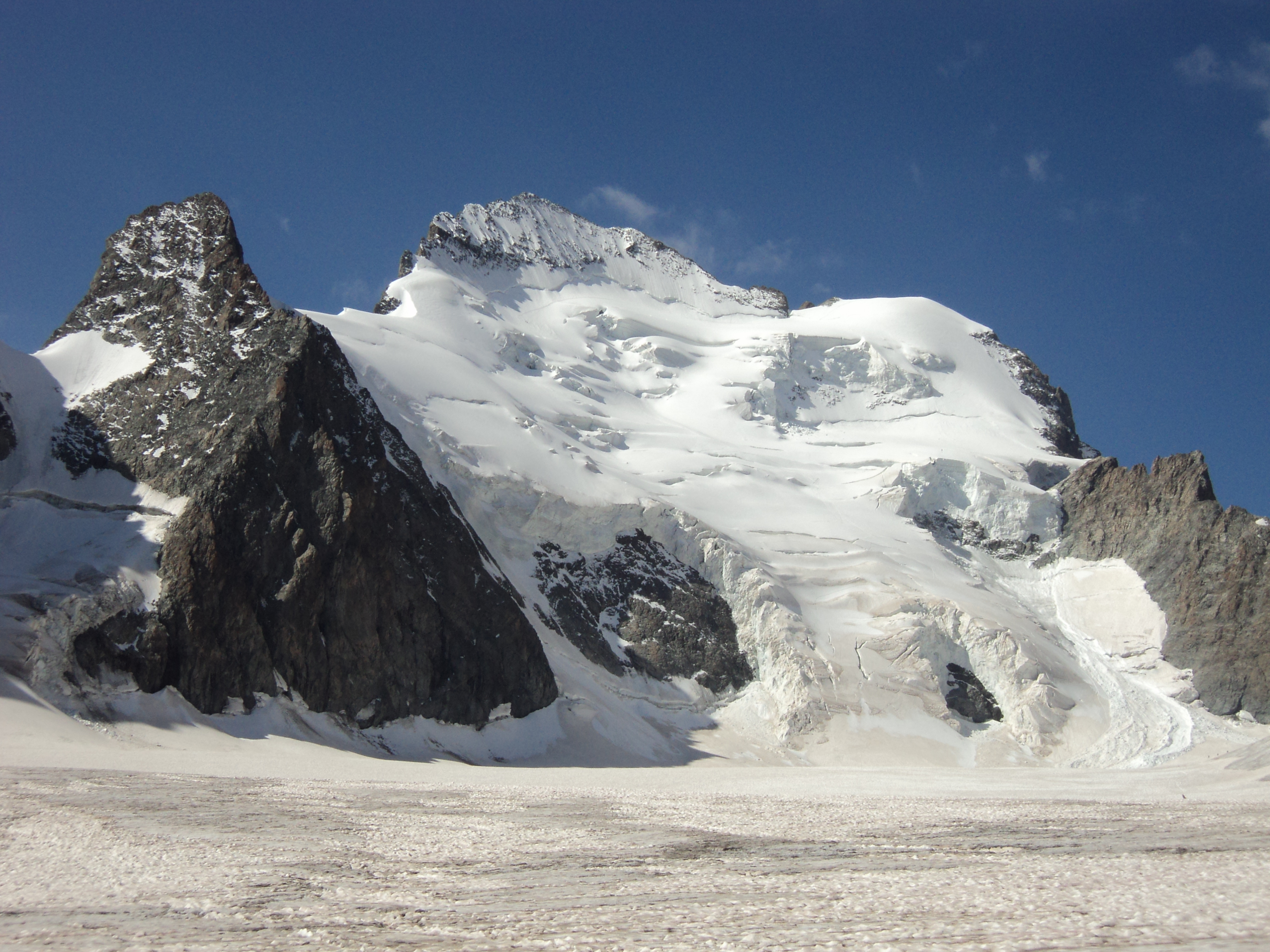
Barre des Écrins

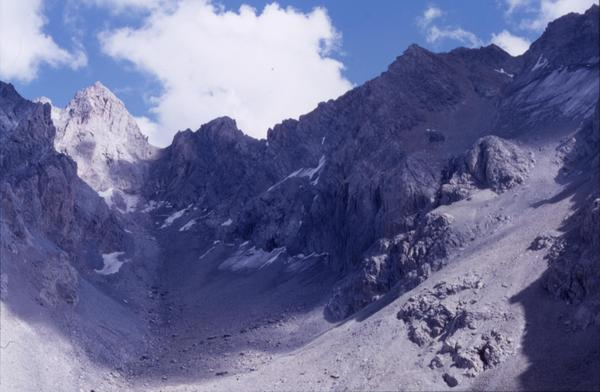
Chambeyron

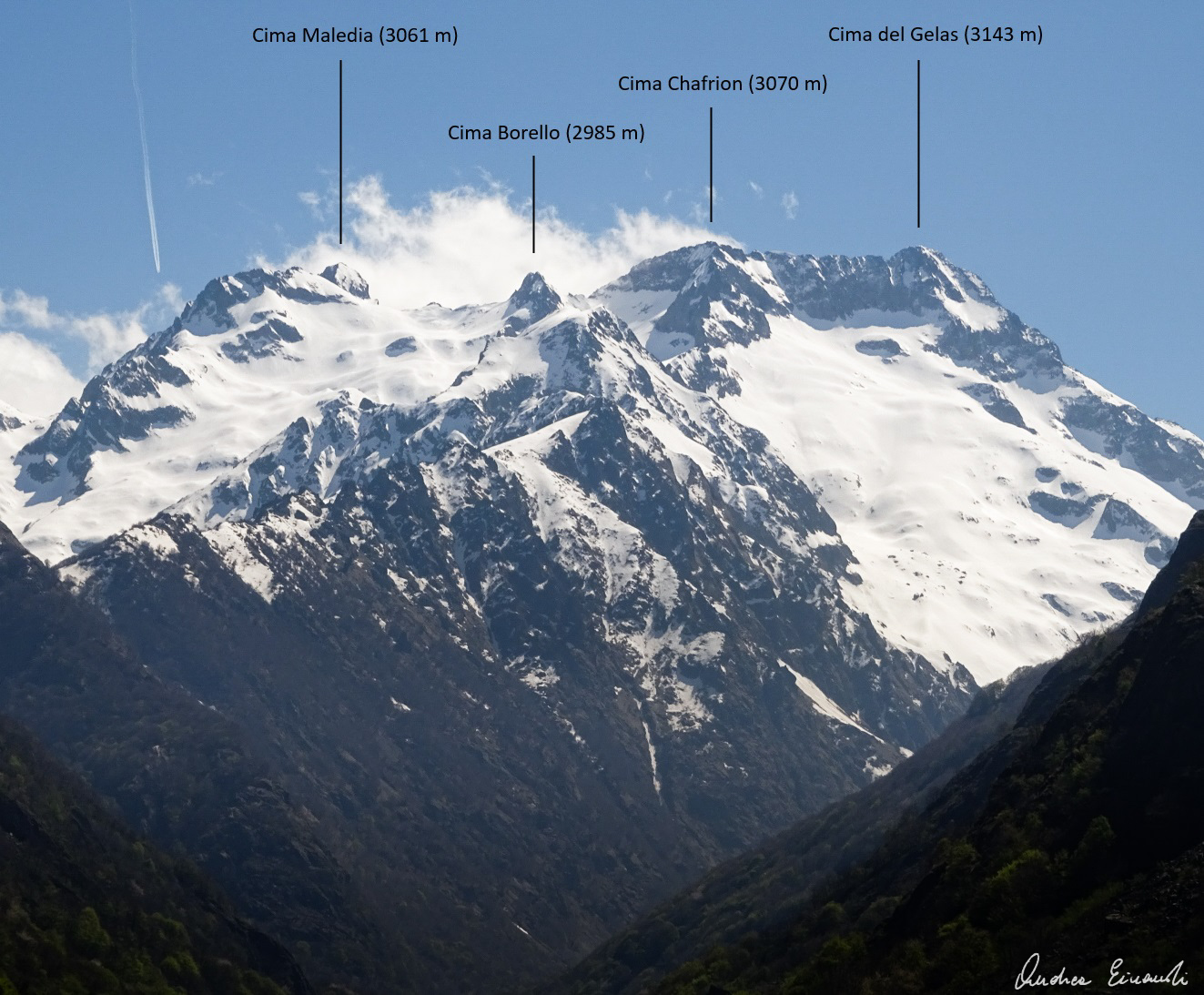
Monte Gelàs

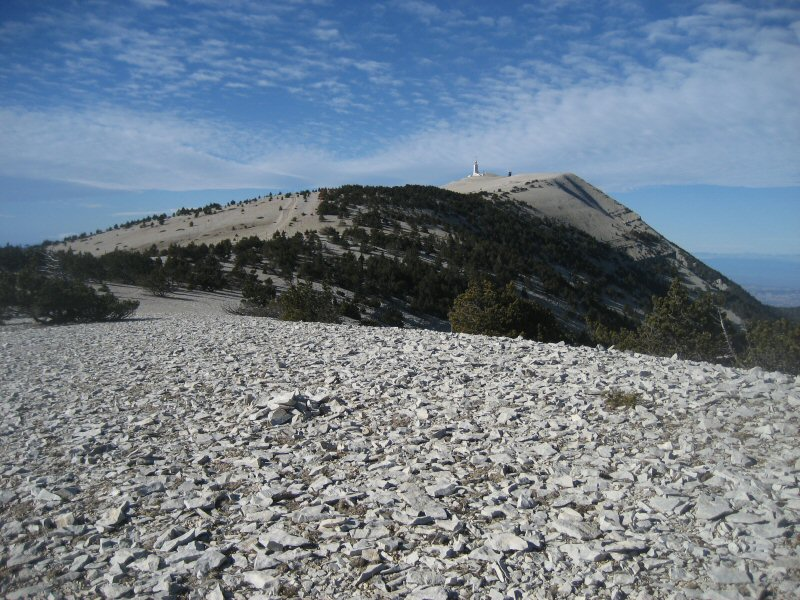
Mont Ventoux

I seguenti dipartimenti francesi sono interessati dalle Alpi (tra parentesi per ogni dipartimento viene indicata la vetta principale):
- Alta Savoia (monte Bianco - 4.808 m)
- Savoia (Grande Casse - 3.855 m)
- Isère (Pic Lory - 4.088 m)
- Drôme (Rocher Rond - 2.456 m)
- Alte Alpi (Barre des Écrins - 4.103 m)
- Alpi dell'Alta Provenza (Aiguille de Chambeyron - 3.412 m)
- Alpi Marittime (Monte Gelàs - 3.143 m)
- Vaucluse (mont Ventoux - 1.912 m)
- Varo (Montagne de Lachens - 1.714 m)

## Sezioni e raggruppamenti
La suddivisione più utilizzata è quella del Club Alpino Francese, che individua 4 sezioni e 34 raggruppamenti:
- Prealpi del nord
  - Chiablese
  - Faucigny - Giffre
  - Bornes - Aravis
  - Bauges
  - Chartreuse
  - Vercors
- Alpi del nord
  - Aiguilles Rouges
  - Monte Bianco (Mont Blanc)
  - Beaufortain
  - Grand Arc-Lauzière
  - Sept Laux
  - Belledonne
  - Grandes Rousses
  - Taillefer
  - Écrins - Pelvoux - Oisans
  - Champsaur - Valgaudemar
  - Tarentaise
  - Vanoise
  - Maurienne
- Prealpi del sud
  - Devoluy
  - Diois
  - Baronnies
  - Ventoux - Lura (Lure) - Vaucluse
  - Luberon
  - Prealpi di Digne
  - Prealpi di Grasse
  - Prealpi di Nizza
- Alpi del sud
  - Briançonnais - Cerces
  - Embrunais
  - Gapençais
  - Queyras
  - Ubaye - Parpaillon
  - Alpi Marittime (Alpes Maritimes)
  - Mercantour - Argentera